# スペースX CRS-18
SpX-18としても知られるスペースX CRS-18は、NASAの商業補給サービスミッション計画のもとでのスペースXの18界目の国際宇宙ステーションへのフライト。このミッションは2019年7月25日にファルコン9ロケットに搭載されて打ち上げられた。
使用されたドラゴンカプセルは、2015年4月と2017年12月に飛行していた。これは3回目の飛行を果たした初めてのカプセルだった。

## 主要貨物
2016年2月、NASAはスペースXとCRS-16からCRS-20までの5回の追加のCRSミッションの契約延長を行ったことを認めた。NASAはスペースXとCRS-18ミッションの契約を結んでおり、これに従って主要貨物、打ち上げ日時、ドラゴン宇宙カプセルの軌道パラメーターを決定した。3基目の国際ドッキングアダプタ（IDA-3）も輸送された。
ISSへの貨物の詳細は以下の通り：
- 科学研究：1,192 kg (2,628 lb)
- 乗組員補給物資：233 kg (514 lb)
- 宇宙船ハードウェア：157 kg (346 lb)
- 船外活動装備：157 kg (346 lb)
- コンピューター資材：17 kg (37 lb)
- 外部貨物：IDA-3 534 kg (1,177 lb)[12]

ドラゴン宇宙船には、スペースX スターシップの重要部品の飛行試験のために多数のセラミック耐熱タイルが使用された。

## ギャラリー
SpaceX CRS-18
- CRS-18の打ち上げ
- 別の角度からのCRS-18の打ち上げ
- LZ-1に着陸するファルコン9
- ISSに接近するドラゴン
- 以前の2回の飛行を示すドラゴンのデカール